# Dismorphia lewyi
Dismorphia lewyi är en fjärilsart som först beskrevs av Lucas 1852.  Dismorphia lewyi ingår i släktet Dismorphia och familjen vitfjärilar. Inga underarter finns listade i Catalogue of Life.

## Bildgalleri

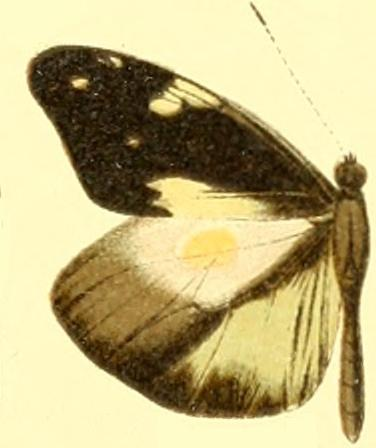
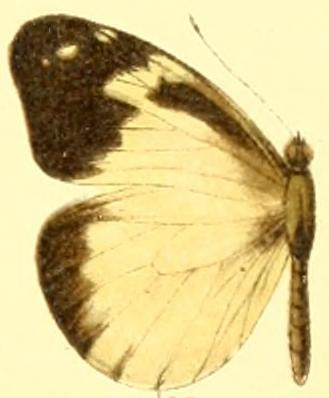